# Gabgab Beach
Gabgab Beach är en strand i Guam (USA).   Den ligger i kommunen Santa Rita, i den västra delen av Guam, 12 km väster om huvudstaden Hagåtña. 